# Violent Playground
Violent Playground és una pel·lícula britànica de 1958 dirigida per Basil Dearden i protagonitzada per Stanley Baker, Peter Cushing i David McCallum. La pel·lícula, que tracta el gènere de delinqüència juvenil, té una agenda social explícita. Deu molt a les pel·lícules de gènere similar dels Estats Units.
El personatge de McCallum, en especial, fa referència als papers interpretats per James Dean, Marlon Brando i especialment Vic Morrow a La jungla de les pissarres. El rock 'n' roll és presentat com una influència negativa. En una memorable escena, la música sembla posar els joves en un estat similar al tràngol que culmina amb McCallum dirigint un avenç amenaçador sobre el personatge de Baker.
Molts dels personatges de la pel·lícula pertanyen a l'empobrida classe treballadora sobretot de la comunitat de descendència irlandesa de Liverpool. Hi ha diversos caràcters mestissos i negres, i dos personatges importants són xinesos.
Tot i que un crític va dir en aquell moment que «Malgrat la seva ambientació a Liverpool, ni un sol personatge parla amb accent de Merseyside a tota la pel·lícula», això no és estrictament cert, ja que un jove Freddie Starr interpreta un membre de la banda.
Les dures condicions de vida als suburbis amb els seus gratacels de pisos a baix lloguer i els carrers descuidats es veuen com a brou de cultiu de criminalitat juvenil. Al pròleg és lloa l'elevada taxa d'èxit dels agents d'enllaç de menors de Liverpool.

## Argument
La pel·lícula se centra en una banda de carrer de Liverpool dirigida per Johnny Murphy (McCallum). Quan l'agent d'enllaç de menors local, el sergent Truman, visita la llar de Murphy, s'enamora de la germana de Johnny (Anne Heywood). També troba punts de similitud considerables entre les seves investigacions anteriors sobre les activitats d'un incendiari conegut com el 'Firefly' i la seva investigació de Johnny Murphy. Cushing interpreta un sacerdot local que intenta curar els problemes socials del barri. En una darrera seqüència Murphy manté una classe plena de nens com a ostatge amb una metralleta, durant la qual sembla que hi ha hagut un mort. Sembla que els creadors no van voler acabar la història amb un assassinat, ja que tant el sacerdot com el nen disparat reviuen al final. El noi xinès Alexander (Michael Chow) és colpejat i atropellat per Johnny que condueix a gran velocitat la furgoneta robada de la bugaderia d'Alexander i la seva germana Primrose (Tsai Chin) en un intent d'escapar-se de la policia, després de ser atrapat quan intentava calar foc a un hotel local, en un acte de matança. Alexander no sobreviu i la policia declara que ha mort al lloc de l'accident.

## Repartiment
- Stanley Baker - Detectiu Sergent Jack Truman
- Anne Heywood - Catherine 'Cathie' Murphy
- David McCallum - Johnnie Murphy
- Peter Cushing - Sacerdot
- John Slater - Detectiu Sergent Willie Walker
- Clifford Evans - Heaven
- Moultrie Kelsall - Superintendent
- George A. Cooper - Inspector en Cap
- Brona Boland - Mary Murphy
- Fergal Boland - Patrick Montgomery Murphy
- Michael Chow - Alexander
- Tsai Chin - Primrose
- Sean Lynch - Slick
- Bernice Swanson - Meg
- Freddie Starr - Tommy
- Sheila Raynor - Mrs. Catlin
- Christopher Cooke - David Catlin
- Irene Arnold - Mrs. Baker
- Oonagh Quinn - Jilly Baker
- Melvyn Hayes - Noi de la banda de Johnnie (sense acreditar)

## Producció
La pel·lícula es va rodar al jardins Gerard de Liverpool, algunes escenes interiors es van rodar a Pinewood Studios, i les escenes de l'escola van ser rodades a St Mary and St Michael School, Sutton Street, Stepney, London E1.
Es va estrenar arreu d'Europa al seu llançament inicial, però no va aconseguir entrar al mercat dels Estats Units, on es produïa un excés de pel·lícules similars. Es va fer, tanmateix, un llançament als Estats Units als anys seixanta per treure diners tant aprofitant el seu fons de Liverpool, després que la ciutat esdevingués famosa per ser la llar de The Beatles, i la popularitat mundial de McCallum pel seu paper com a Illya Kuryakin a The Man from U.N.C.L.E.

## Recepció crítica
En una crítica actual, The Monthly Film Bulletin va escriure, "El guió és rígid i sense vida, basant-se en escenes falses de banter i de recriminació desagradable" i un crític conclou que "és molt trist que una meravellosa oportunitat de fer una pel·lícula sobre la vida real en un tema tan important li ha estat permès, una vegada més, escapolir-se". BFI Screenonline va escriure posteriorment sobre la pel·lícula: "És difícil negar la seva efectivitat despertadora com a melodrama d'alta potència". TV Guide va assenyalar, "Es fa un esforç discret amb un guió realista a través de la fotografia atmosfèrica i la manipulació subtil dels nois."